# Emblembrug (Kleine Nete)
De Emblembrug is een betonnen liggerbrug over de Kleine Nete in Emblem, een deelgemeente van Ranst in de Belgische provincie Antwerpen. De brug heeft een totale lengte van 30 m en bestaat uit één overspanningen.
Net ten noordwesten van de brug ligt de gelijknamige brug over het Netekanaal.